# Acrotylus deustus
Acrotylus deustus är en insektsart som först beskrevs av Carl Peter Thunberg 1815.  Acrotylus deustus ingår i släktet Acrotylus och familjen gräshoppor. Inga underarter finns listade i Catalogue of Life.